# شهرستان فیلمور (مینه‌سوتا)
شهرستان فیلمور، مینه‌سوتا (به انگلیسی: Fillmore County, Minnesota) شهرستانی در ایالات متحده آمریکا است که در مینه‌سوتا واقع شده‌است.